# Helicopsyche azwudschgal
Helicopsyche azwudschgal är en nattsländeart som beskrevs av Malicky 1995. Helicopsyche azwudschgal ingår i släktet Helicopsyche och familjen Helicopsychidae. Inga underarter finns listade i Catalogue of Life.